# Belas (Angola)
Belas  é uma cidade e município da província de Luanda, em Angola.
Segundo as projeções populacionais de 2018, elaboradas pelo Instituto Nacional de Estatística, contava com uma população de 1 230 101 habitantes.
O município é constituído pelas comunas-distritos de Barra do Cuanza, Cabolombo e Ramiros. Até 5 de setembro de 2024 seu território continha as subdivisões administrativas de Quilamba e Benfica e Mussulo.

## História
A povoação da área territorial de Belas iniciou-se oficialmente em 29 de outubro de 1562, quando o padre António Mendes organiza uma missão de catequese junto a um povoado do reino do Dongo que estava estabelecido na foz do rio Cuanza, iniciando a povoação do actual distrito urbano da Barra do Cuanza. A pequena localidade permaneceu por muito tempo como ponto de paragem e vila de pescadores.
Em 15 de setembro de 1962, por intermédio da portaria n.º 12.388, ocorre a criação do posto administrativo de Belas, vinculado a circunscrição de Viana. O posto administrativo da Barra do Cuanza já existia.
A mudança de panorama em relação a região de Belas ocorreu com a chamada expansão da "Luanda Sul", um ambicioso projeto habitacional, iniciado em 2001, numa área de cerca de 800 hectares, a cerca de 15 quilómetros a sul do centro de Luanda. Inicialmente o enorme conjunto habitacional foi denominado "Nova Vida". De uma área periférica, Belas passou a ser a morada da alta burguesia angolana.
Como reflexo de uma forte crescimento econômico e populacional, o município de Belas foi criado em 31 de março de 2011 a partir de terras dos municípios de Luanda e Viana.
Desde a aprovação do "Plano Diretor Geral Metropolitano de Luanda", em 2015, Belas deixou de ser um município com multicentralidades ancoradas nas suas duas comunas, para uma só cidade, composta de duas comunas-distritos e três distritos. Pela referida legislação, Quilamba deixou de ser uma comuna para tornar-se um bairro-distrito, a real centralidade da cidade de Belas. O mesmo plano inseriu a cidade de Belas como uma das componentes da "Região Metropolitana de Luanda". Além disso em 2016, dentro do mesmo plano para a "Região Metropolitana de Luanda", foi criado, a partir da subdivisão do território de Belas, o novo município de Talatona (antiga zona Luanda Sul).

## Geografia
Belas é limitado a norte pelos municípios de Talatona e Camama, a leste pelo de Quilamba, a sul pelo de Caboledo e a oeste pelo município de Mussulo e pelo oceano Atlântico.
Dada a sua situação geográfica, Belas tem um clima tropical seco, com verões secos, invernos temperados e níveis de precipitação variável.
Uma formação geográfica marcante dentro do território municipal é o Miradouro da Lua, que são grandes falésias. Outro referencial geográfico importante é a bacia do rio Belequesse.

## Infraestrutura

### Educação
O município de Belas possui alguns campus e polos de ensino superior, sendo que o mais importante é o da Universidade de Belas, localizado na região entre os bairros Mundial e das Tendas.